# Parks (Arizona)
Parks ist ein Census-designated place im Coconino County im US-Bundesstaat Arizona. Das U.S. Census Bureau hat bei der Volkszählung 2020 eine Einwohnerzahl von 1.382 auf einer Fläche von 446,2 km² ermittelt. Die Bevölkerungsdichte liegt bei 3 Einwohnern pro km². 
Südlich der Stadt verläuft die Interstate 40.